# القابلية للانتشار
القابلية للانتشار، هي التوزيع والتداول الواسع للمعلومات على منصات وسائل الإعلام في الدراسات الإعلامية والتسويق.  
القابلية للانتشار تتناقض مع "ثبات" تجمع الوسائط في مكان واحد ، ولكي تُظهر المادة (النصية والمرئية والمسموعة) صفات " قابلية للانتشار" لا يلزم إعادة إنشاء النسخة الأصلية بالكامل، بل يمكن بدلاً من ذلك تغيير الأصل أو الاحتفاظ به في شكله الأصلي ويظل نتيجة لهذه العملية وتتعلق هذه الفكرة ببساطة بقوة الإعلام في الانتشار؛ أي الحاجة إلى طاقم " فيديو سريع الانتشار" .

## خلفية عن الموضوع
كان " وسائل الإعلام المنتشرة" (2013) من تأليف الأكاديميين الإعلاميين وخبراء الصناعة هنري جنكيزوسام فورد وجوشوا جرين أول كتاب ينشر مفهوم "القابلية للانتشار" للدراسات الإعلامية والتسويق. ظهر مفهوم القابلية للانتشار لأول مرة  في تقرير لعام 2008 "إذا لم ينتشر , سيموت : خلق قيمة في سوق قابل للانتشار" ، كتبه جنكينز ، شياوهانغ لي ، وآنا دومب كراوسكوف بمساعدة جرين.  المفهوم "يشير إلى الإمكانات - التقنية والثقافية - للجماهير لمشاركة المحتوى لأغراضهم الخاصة ، أحيانًا بإذن من أصحاب الحقوق ، وأحيانًا ضد رغباتهم". يتم وضعها في سياق المشهد الإعلامي كنتيجة للارتباط القوي بممارسات المشاركة السريعة والسهلة التي تم تمكينها بواسطة منصات الوسائط. فسر العديد من المؤلفين ، بمن فيهم كريستيان فوكس  ، هذه الحركة من منظور أكثر تشاؤمًا لا سيما أن  جنكينز صاغ  المصطلح (في سياق متفائل إلى حد ما).
ترتبط "الثقافة التشاركية" ارتباطًا مباشرًا بقابلية الانتشار (وهو مفهوم صاغه جنكيز).إن الثقافة التشاركية هي أساس القابلية للانتشار لأنها تصور الأشخاص "يشكّلون الوسائط ويشاركونها ويعيدون تشكيلها ويعيدون مزجها". تستند هذه الثقافة إلى ممارسات الجمهور عبر الإنترنت على مستوى القاعدة الشعبية. بمعنى آخر ، يتم تحرير أي مستخدم لمنصة تسمح بالمشاركة كفرد يمكنه مشاركة المعلومات عبر الإنترنت بشكل غير رسمي وفوري. وتجدر الإشارة أيضًا إلى أن الثقافة التشاركية وعملية المشاركة عبر الإنترنت هي أعمال عطاء وأخذ مجتمعية تربطنا بالآخرين.

## الشروط  الأساسية
يضع جنكينز قابلية الانتشار في سياق محدد. و هذا المفهوم مهم بشكل خاص في عصر وسائل التواصل الاجتماعي وثقافة الويب 2.0.
يمكن اعتبار هذين التحولين شرطين أساسيين لوجود مفهوم القابلية للانتشار ولوسائل الإعلام القابلة للانتشار لتوظيف هذه الآليات لتحقيق القابلية للانتشار؛ بدأت هذه الثقافة الجديدة في بداية الألفية الثانية عندما أصبح الإنترنت مساحة تفاعلية. هذا يعني أن هناك حاجة لمنصة أو منصات حيث يمكن للمستخدمين المساهمة وتبادل المعلومات. يقول بيلك أن هذه هي الطريقة التي "جلبت بها الإنترنت ، وخاصة الويب 2.0 ، كما ان هناك العديد من الطرق الجديدة للمشاركة بالإضافة إلى تسهيل الأشكال القديمة من المشاركة على نطاق واسع." يوجد تركيز قوي على إنتاج المحتوى ، ولكن بشكل ملموس أكثر تركيز على إنتاج المحتوى من إنشاء المستخدمين. هنا تكمن أهمية وسائل التواصل الاجتماعي (أحد تأثيرات الويب 2.0) ذات صلة.  تكون الوسائط القابلة للنشر ممكنة فقط عندما يكون هناك نظام أساسي يسمح بمشاركة المحتوى فيه.
كما يقول جنكينز ، "تؤكد قابلية الانتشار على إنتاج محتوى بتنسيقات سهلة المشاركة [...] مما يجعل من السهل نشر مقاطع الفيديو [أو أي مادة أخرى] عبر الإنترنت ، وتشجيع نقاط الوصول إلى هذا المحتوى في مجموعة متنوعة من الأماكن" .
نتيجة لهذا المجتمع التشاركي ، أصبح الجمهور أكثر معرفة بشكل فردي وجماعي حول المنصات الاجتماعية وقدرتها على بناء الهويات عبر الإنترنت. لذلك يوجد عدد قليل من  الشروط الأساسية التي تسمح لوسائل الإعلام بأن تصبح قابلة للانتشار وبعض من هذه الشروط  ، مثل تمكين الإنترنت من القوة للمستخدم ، والمنصات التي تتضمن أزرار المشاركة أو غيرها من الوسائل لتمرير الوسائط بسهولة إلى جمهور محدد ، ولكي يحصل الجمهور على ما يلزم المخابرات لتنفيذ هذه الأعمال. كما يوجد خصائص محددة تسمح لبعض المنصات بأن يكون لها وسائط قابلة للنشر عليها.

## العواقب
أحد الجوانب الرئيسية لمشاركة الوسائط هو فقدان السيطرة على المِلكية. لم تعد الخطوط واضحة  حيث يمكن لقاعدة واحدة تحديد هذا التمييز.  تتوسع هيميتسبيرغر في هذه المسألة في فصلها  "دع المصدر يكون معك". تقول عندما يشارك المرء معلوماته  مع الآخرين ، فإن يتخلى  عن ملكيته . تشير إليها ب "الوصول إلى الملكية". يتم وضع هذا في سياق بيئة إيجابية حيث يمكن للأفراد الاستفادة من الموارد التي يمكن للآخرين توفيرها وليسوا ملزمين بالاعتماد على الذات. على سبيل المثال ، توضح تأجير السيارات ( مشاركة السيارة ) كيف يمكن أن تكون ممارسة المشاركة عملاً مشتركًا من العطاء والأخذ ولا يتطلب الملكية الصريحة . مثال آخر هو كيف يمكن للمرء تحميل صورة على وسائل التواصل الاجتماعي مثل فيسبوك  ومن خلال القيام بذلك ، تقوم المنصة  بأرشفة هذه المعلومات.  ما تفعله فيسبوك  أو أي منصة وسائط أخرى بهذه المعلومات التي يقدمها المستخدم لا تتسم بالشفافية أحيانًا على الرغم من موافقتنا على الشروط والأحكام التي تشرح ذلك. يمكن للأفراد الذين يستفيدون من هذه الممارسات توفير الوقت والمال عن طريق المشاركة.
للربح دلالات نقدية بشكل عام ، ولكن ليس من الضروري الإشارة إلى تبادل نقدي في هذا السياق. تعدد هيميتسبيرغر ثلاثة أنواع من المشاركة: مساهمة , توزيع , تبادل . وخصوصا من خلال المساهمة  ، حيث يؤدي ذلك إلى الشعور بالانتماء إلى مجموعة صغيرة أو المجتمع بشكل عام.  على سبيل المثال ، عندما نتشارك كعكة بين عدة أشخاص ، هناك رابطة تتشكل بين المعنيين. "إنها ليست الطريقة الوحيدة التي نتواصل بها مع الآخرين ، ولكنها طريقة قوية محتملة تخلق مشاعر التضامن والترابط"  التي تخلقها المشاركة في مثل هذه الممارسات. على الرغم من أن  هيميتسبيرغر تتحدث عن الملكية ، إلا أن كريستيان فوكس  يتخذ موقفًا أكثر سلبية بشأن هذا الموضوع فيما يتعلق بممارسات المشاركة.  لقد ربط ويكيبيديا بفكرة الشيوعية والديمقراطية التشاركية.
يجادل بأن "الويكيبيديين هم نموذجيون شيوعيون معاصرون"  حيث يكون كلاً من المساهمين في المنصة والمستخدمين مذنبين . أي أن هناك ثلاثة عوامل تساهم في جعل أولئك الذين يتفاعلون مع ويكيبيديا الشيوعيين المعاصرين:
البعد الذاتي للإنتاج ؛ 
البعد الموضوعي للإنتاج ؛
البعد الموضوع-الموضوع للإنتاج.

## الوسائل وكيفية انتشارها
قابلية الانتشار ممكنة  من خلال استخدام الوسائط. "الوسيط" هو أي أداة يمكن لأي شخص استخدامها لتوصيل أشكال مختلفة من الوسائط (أي معلومات ، صورة ، إلخ) إلى فرد أو مجموعة من الأشخاص في أي وقت معين. كما يمكن للمرء أن يستنتج من الاسم ، فإن "الوسيط" هو أساسًا بين شيئين (على سبيل المثال ، الشخص الذي يستمع إلى الراديو في سيارته). يتم إنتاج محتوى الوسائط و / أو "تعديله"  ثم توزيعه على المنصة (المنصات) الإعلامية. وفقًا لـ كارشر ، فإن الأنواع الثلاثة الرئيسية للوسائط القابلة للنشر هي "من الصفر (أصلي) ، تم تغييرها (تم تغييرها بطريقة ما قبل تعميمها) ، و" كما هي "(يتم تداولها قبل إجراء أي تعديلات).  بغض النظر عن المشاركة / المساهمة التي يشارك فيها الفرد عندما يتعلق الأمر بالوسائط القابلة للنشر ، فإن كل جانب له قيمة كبيرة لأن كل شخص معني يعمل معًا إما بشكل مباشر أو غير مباشر.  

## مساهمات
منذ أن بدأ عصر وسائل التواصل الاجتماعي ، سمحت قابلية الانتشار لمستخدمي الإنترنت بمشاركة المحتوى الذي تم إنشاؤه حديثًا بالإضافة إلى إعادة مزج أعمال الآخرين وإعادة إتقانها لنشر المحتوى عبر الأنظمة الأساسية.
وفقًا لهنري جنكينز ، من المصالح الاقتصادية للتكتلات الإعلامية الضخمة "نقل أي محتوى إعلامي ناجح من نظام توصيل إلى آخر من أجل تعظيم الأرباح وتوسيع إمكانات السوق".  يقول جينكينز ، "يستفيد المستهلكون من تقنيات الوسائط الجديدة للرد على محتوى الوسائط الموجود وإعادة مزجها وإعادة توظيفها". لذا  يجب أن تكون الوسائط القابلة للانتشار قابلة للاقتباس ويمكن الاستيلاء عليها ، بالإضافة إلى سهولة حملها والمشاركة ، مما يسمح للجماهير بإعادة الاستخدام والاستهلاك. في عام 2010 ، جادل جنكينز بأن صناعة الأخبار تفتقر إلى الشعور بقابلية الانتشار داخل أسواق وسائل التواصل الاجتماعي. وبالتالي ، تنتشر الأخبار الكاذبة على نطاق واسع عبر وسائل التواصل الاجتماعي عبر الإنترنت. في عام 2018 ، قالت ميريام ميتزجر ، باحثة الاتصالات في جامعة كاليفورنيا في سانتا باربرا ، "الأخبار الكاذبة مثالية للانتشار: ستكون صادمة ، وستكون مفاجأة ، وستلعب على مشاعر الناس ، وهذه وصفة كيفية نشر المعلومات الخاطئة "،.

## مؤلفات
- فوكس ، كريستيان (2014) ، وسائل التواصل الاجتماعي: مقدمة نقدية ، لندن: سيج ، ISBN 978-1-4462-5731-9
- هيميتسبرغر ، أندريا (2012) ، "دع المصدر يكون معك!" - ممارسات المشاركة في المجتمعات الحرة والمفتوحة المصدر "، في Sützl ، Wolfgang ؛ ستادلر ، فيليكس ؛ ماير ، رولاند ؛ عناق ، ثيو (محرران) ، الإعلام والمعرفة والتعليم: الثقافات وأخلاقيات المشاركة / الإعلام - المعرفة - التعليم: الثقافات وأخلاقيات المشاركة. ، إنسبروك: مطبعة جامعة إنسبروك ، ISBN 978-3-902811-74-5
- جنكينز ، هنري. فورد ، سام ؛ جرين ، جوشوا (2013) ، وسائل الإعلام القابلة للنشر: خلق المعنى والقيمة في ثقافة شبكية ، نيويورك: مطبعة جامعة نيويورك ، ISBN 978-0-8147-4350-8
- "الفصل الأول: تقديم دراسات وسائل الإعلام النقدية." دراسات وسائل الإعلام النقدية: مقدمة ، بقلم بريان إل أوت وروبرت إل ماك ، وايلي بلاكويل ، 2014 ، ص 1-20.

## روابط خارجية
- حول وسائل الإعلام القابلة للنشر (2013)